# Савкин, Иван Сергеевич
Савкин Иван Сергеевич (род. 1 января 1985 года, Москва) — российский пауэрлифтер, мастер спорта по жиму лёжа, три рекорда которого занесены в Книгу рекордов Гиннесса.

## Спортивная карьера
Родился в Москве. В возрасте 7 лет переехал в Ялту. В 2000 году, после переезда из Крыма во Владивосток, в возрасте 15 лет Иван пошёл в секцию по пауэрлифтингу. Через два года, в 2003 году, занял 2-е место в открытом первенстве Владивостока по пауэрлифтингу.
В 2010 году победил в владивостокском соревновании 155-й отдельной бригады морской пехоты по силовому многоборью в упражнении «Фермерская прогулка».
Помимо достижений в силовых видах спорта, имеет первый разряд по футболу, баскетболу, второй юношеский по лапте и первый разряд по шахматам.

### Достижения в тяге транспортных средств
Иван имеет несколько рекордов России за буксировку тяжелого транспорта, некоторые стали мировыми рекордами, и внесены в Книгу рекордов Гиннесса.
| Дата             | Место                                                               | Отбуксированная техника                                                                                        |
| ---------------- | ------------------------------------------------------------------- | --- |
| 2015 год         |                                                                     | 360-тонный поезд.                                                                                              |
| 2 января 2014    | в честь дня рождения Ильи Муромца                                   | Автомобильный тягач, вес 17 т.                                                                                 |
| 7 января         | для детей 2-го детдома                                              | Грузовик ЗИЛ, вес 13 т.                                                                                        |
| 23 февраля 2014  | на центральной площади Владивостока                                 | Автомобиль «Урал» весом 10 т, и самолет Су-27 весом 30 т.                                                      |
| Апрель 2014      |                                                                     | Самолёт «Аэробус А-320» весом 67 т на 1 м.                                                                     |
| 5 июля 2014      |                                                                     | По центральной площади Владивостока автобус «Ман», вес 18 т.                                                   |
| 8 августа 2014   |                                                                     | Электропоезд из четырёх вагонов массой 188,5 т на 1,5 м.                                                       |
| 1 сентября 2014  | на праздник «День знаний»                                           | 18-тонный автобус.                                                                                             |
| 5 октября 2014   |                                                                     | Два автобуса в сцепке, неофициальный рекорд Книги рекордов Гиннесса, 32 т.                                     |
| 4 ноября 2014    |                                                                     | Спецтехнику, вес 23 т.                                                                                         |
| 10 февраля 2015  |                                                                     | Тепловоз весом 126 т на 2 м. За что получил свой первый сертификат Книги рекордов Гиннесса.                    |
| 25 марта 2015    |                                                                     | 9 вагонов массой 365 т на расстояние 50 см. За этот рекорд Иван был повторно вписан в Книгу рекордов Гиннесса. |
| 23 февраля 2015  | на праздник «День защитника Отечества»                              | Дивизионный самоходный ракетный комплекс «Оса-АКМ», весом 17,5 т.                                              |
| 1 мая 2015       | в «День Труда»                                                      | 16-тонный тягач MAN с рефрижираторным прицепом, на расстояние 15 м.                                            |
| 4 июля 2015      | на праздник «День города» Владивосток                               | Фура массой 18 т на расстояние 10 м. Сделал это на своём втором получении сертификата Книги рекордов Гиннесса. |
| Август 2015      |                                                                     | Танк Т-34, весом 26 т по грунтовой дороге на расстояние 6 м.                                                   |
| 13 сентября 2015 | на праздник «День танкиста»                                         | Танк Т-54Б массой 37 т на расстояние 50 см, установив мировой рекорд.                                          |
| 24 октября 2015  |                                                                     | Танк Т-54Б на расстояние 1,16 м.                                                                               |
| 5 октября 2015   |                                                                     | 2 автобуса с людьми, весом 32 т на расстояние 10 м.                                                            |
| 29 ноября 2014   |                                                                     | Паром «Босфор Восточный» массой 1150 т, по морю на расстояние 10 м.                                            |
| 15 декабря 2015  |                                                                     | 6 вагонов груженных цементом весом 512 т на расстояние 1,6 м, установив этим новый мировой рекорд.             |
| 23 февраля 2016  | на праздник День защитника Отечества                                | Военный тягач «Камаз» весом 30 т на 5 м, установив новый мировой рекорд.                                       |
| 9 мая 2016       | на День Победы                                                      | Одной рукой военный «Урал» массой 12 т на 5 м, установив новый неофициальный мировой рекорд.                   |
| 29 июля 2016     | в честь Дня ВМФ и Дня ВДВ                                           | 5 вагонов трамвая общим весом 96 т на 2,5 м.                                                                   |
| 18 ноября 2016   | во всероссийском детском центре «Океан во Владивостоке»             | Отбуксировал автопоезд весом 38 т, на 1,5 м.                                                                   |
| 21 февраля 2017  | в железнодорожном депо приморского посёлка Смоляниново              | отбуксировал электровоз весом 288 т, на 1,1 м.                                                                 |
| 18 марта 2017    | на территории Ливадийского судоремонтного завода                    | отбуксировал портовый кран весом 312 т, на 1,5 м.                                                              |
| 9 мая 2017       | на центральной площади города Владивостока                          | отбуксировал единовременно 2 армейских грузовика «Урал» общим весом 16 т.                                      |
| 27 июня 2017     | судоремонтный завод, поселок Южно-Морской, Ливадия, Приморский край | отбуксировал транспортный рефрижератор «Озерск», весом 4200 т, на расстояние 2,5 м вдоль берега.               |
| 9 ноября 2017    | морской порт Диомид, Владивосток, Приморский край                   | отбуксировал по морю сухогруз «Аврора», весом 5 тыс. т, на расстояние более 3 м.                               |
| 3 декабря 2017   | Владивосток, Приморский край                                        | отбуксировал по морю судно весом 7 тыс. т.                                                                     |
| 17 марта 2018    | Первомайский судоремонтный завод, Приморский край                   | отбуксировал по морю судно весом 10,5 тыс. т на 2 м.                                                           |
| 20 июня 2018     | Спасский цементный завод, Приморский край                           | отбуксировал тепловоз ТМ2 с 2 вагонами, общим весом 162 т на 1,9 м..                                           |
| 30 августа 2018  | территория завода «Красный вымпел», Большой камень                  | отбуксировал поезд с 7 гружёными вагонами, общим весом 600 т на 1 метр.                                        |
| 13 октября 2018  | город Владивосток, Приморский край                                  | отбуксировал теплоход «Юрий Тарапуров» весом 11000 т, на расстояние 50 см.                                     |
| 10 ноября 2018   | село Владимиро-Александровское, Партизанский район, Приморский край | отбуксировал в сцепке длинномер-лесовоз марки MAN и лесовоз марки КАМАЗ общей массой 64 т на расстояние 1,5 м. |
| 10 ноября 2018   | село Владимиро-Александровское, Партизанский район, Приморский край | отбуксировал длинномер-лесовоз МАН, массой 45 т, на расстояние 1 м.                                            |
| 23 февраля 2019  | центральная площадь города Владивосток, Приморский край             | отбуксировал 16-тонный БТР-82 на 1,5 м.                                                                        |
| 2 мая 2019       | Владивосток, Приморский край                                        | отбуксировал по морю контейнеровоз весом 11,3 т и водоизмещением 16 т на 2,5 м.                                |
| 9 мая 2019       | село Покровка, Октябрьский район, Приморский край                   | отбуксировал трактор весом 18 т на расстояние 2 м.                                                             |
| 18 мая 2019      | Владивосток, Приморский край                                        | отбуксировал самосвал FAW весом 19 т на расстояние 2 м.                                                        |
| 1 июня 2019      | село Покровка, Октябрьский район, Приморский край                   | отбуксировал сельскохозяйственный комбайн весом 12,8 т на 4 м.                                                 |
| 9 октября 2019   | Владивосток, Приморский край                                        | отбуксировал теплоход-контейнеровоз «Вениамин Хлопин», весом 12400 т на 2 м.                                   |
| 12 декабря 2019  | Владивосток, Приморский край                                        | отбуксировал электропоезд весом 218 т на расстояние 2 м.                                                       |
| 11 февраля 2020  | Анучино, Анучинский район, Приморский край                          | отбуксировал лесовоз, массой 57,5 т на расстояние 54 см.                                                       |
| 23 февраля 2020  | Владивосток, Приморский край                                        | отбуксировал военный тягач трёхмостовый «Урал», весом 8 т на 10 м.                                             |

## Антропометрия
По данным начала 2019 года:
- Рост — 205 см
- Вес — 146 кг

## Общественная деятельность
С 2014 года, в рамках проекта «Здоровое Приморье. Нам здесь жить» Иван посещает школы, гимназии, детские реабилитационные центры и средне-специальные учреждения и высшие учебные заведения Владивостока. Рассказывает молодёжи о Здоровом Образе Жизни (ЗОЖ), о вреде наркотиков и алкоголя, проводит спартакиады среди учащихся, спортивные конкурсы, в том числе среди детей младшего школьного возраста. Также Иван регулярно выступает на значимых мероприятиях города и края.